# Kaponigbach
Kaponigbach är ett vattendrag i Österrike.   Det ligger i förbundslandet Kärnten, i den centrala delen av landet, 280 km sydväst om huvudstaden Wien.
I omgivningarna runt Kaponigbach växer i huvudsak barrskog. Runt Kaponigbach är det ganska glesbefolkat, med 29 invånare per kvadratkilometer.